# Ita Ford
La Hermana Ita Ford, M.M. (23 de abril de 1940 – 2 de diciembre de 1980) fue una monja estadounidense Católica perteneciente a la congregación de las Hermanas Maryknoll (denominación original: Maryknoll Sisters of St. Dominic), que sirvió como misionera en Bolivia, Chile y El Salvador. Trabajó con los pobres y los refugiados de guerra. El 2 de diciembre de 1980, ella  fue torturada, violada y asesinada junto con otras tres misioneras —  Dorothy Kazel, Maura Clarke y Jean Donovan por miembros del  Ejército del Salvador.

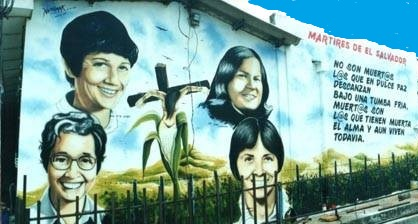
Mural con las Hermanas Mártires del Salvador 1980

## Biografía
Nació en  Brooklyn, Nueva York, el 23 de abril de 1940. Hija de William Patrick Ford, agente de seguros que debido a padecer   tuberculosis se retiró joven; y de Mildred Teresa O'Beirne Ford, maestra de escuela pública. Su hermano mayor fue padre de of Bill Ford quien trabajó en CRNYHS Bill (1936–2008), y tenía una hermana más joven, Irene. La familia vivía en el número 1029 de la calle 57 en Brooklyn.
William Patrick Ford era familiar de Austin B. Ford, cuyo hijo, Francis Xavier Ford (1892–1952), fue el primer seminarista en solicitar la entrada en 1911 la recientemente establecida congregación de los Padres Maryknoll y, tras ser ordenado como misionero en 1917 fue destinado a China, donde llegó a Obispo y mártir: murió en un campo - prisión comunista en 1952, cuando su prima Ita tenía 12 años.